# Anomala opalina
Anomala opalina är en skalbaggsart som beskrevs av Leon Fairmaire 1887. Anomala opalina ingår i släktet Anomala och familjen Rutelidae. Inga underarter finns listade i Catalogue of Life.